# Hermann von Dobbe
Hermann von Dobbe (* 15. August 1550; † 20. Juni 1627) war Domherr in Münster.

## Leben
Hermann von Dobbe entstammte dem Geschlecht der Herren von Dobbe, die nach 1445 in den Besitz des Hauses Lyren kamen und bis zu ihrem Aussterben im Jahre 1793 dessen Besitzer blieben. Die Dobbes wurden im Jahre 1514 mit dem Haus Vogelsang belehnt. Er war der Sohn des Wilhelm Dobbe zu Lyren († 1575) und dessen Gemahlin Margarethe von Westerholt († 1561). Hermanns ältester Bruder Bernhard, verheiratet mit Anna Schmising zu Harkotten, trat das Erbe seines Vaters an.

### Wirken
Am 29. Februar 1572 kam Hermann in den Besitz eines Kanonikats in St. Mauritz in Münster, auf das zuvor Bernhard Kerckerinck verzichtet hatte. Von 1573 bis 1576 schloss sich ein Studium in Köln an. Anschließend residierte er ab dem 18. Juli 1576 in St. Mauritz. Seine Wahl zum Scholaster fiel auf den 9. Februar 1594.
Am 16. Januar 1595 kam er in den Besitz der Dompräbende, auf die zuvor der Domherr Adrian von Velen verzichtet hatte. Der Turnar Heidenreich von Letmathe hatte Hermann am Tag zuvor hierfür präsentiert. Er wurde auf die Geschlechter Dobbe, Westerholt, Hugenpoth und Lembeck aufgeschworen. Nach nur wenigen Monaten, am 1. Juli 1595, verzichtete Hermann zu Händen des Turnars Bernhard von Westerholt. Dieser vergab die Präbende an Wilhelm von Elverfeldt. Am 23. Mai 1597 wurde Hermann zum Dechanten in St. Mauritz gewählt. In diesem Amt blieb er bis zu seinem Tode. Im August 1613 wurde gegen ihn der Vorwurf erhoben, er habe seine Magd Jutta Korte nach vorübergehender Entlassung wieder bei sich aufgenommen. Jutta wurde im September 1624 erneut entlassen und zog in das Haus des Kanonikers Johannes von Münster gen. Dael. In seinem Testament vom 27. April 1627, kurz vor seinem Tode, bedachte er seine ehemalige Magd Jutta Korte.